# Accademia Militare di Modena

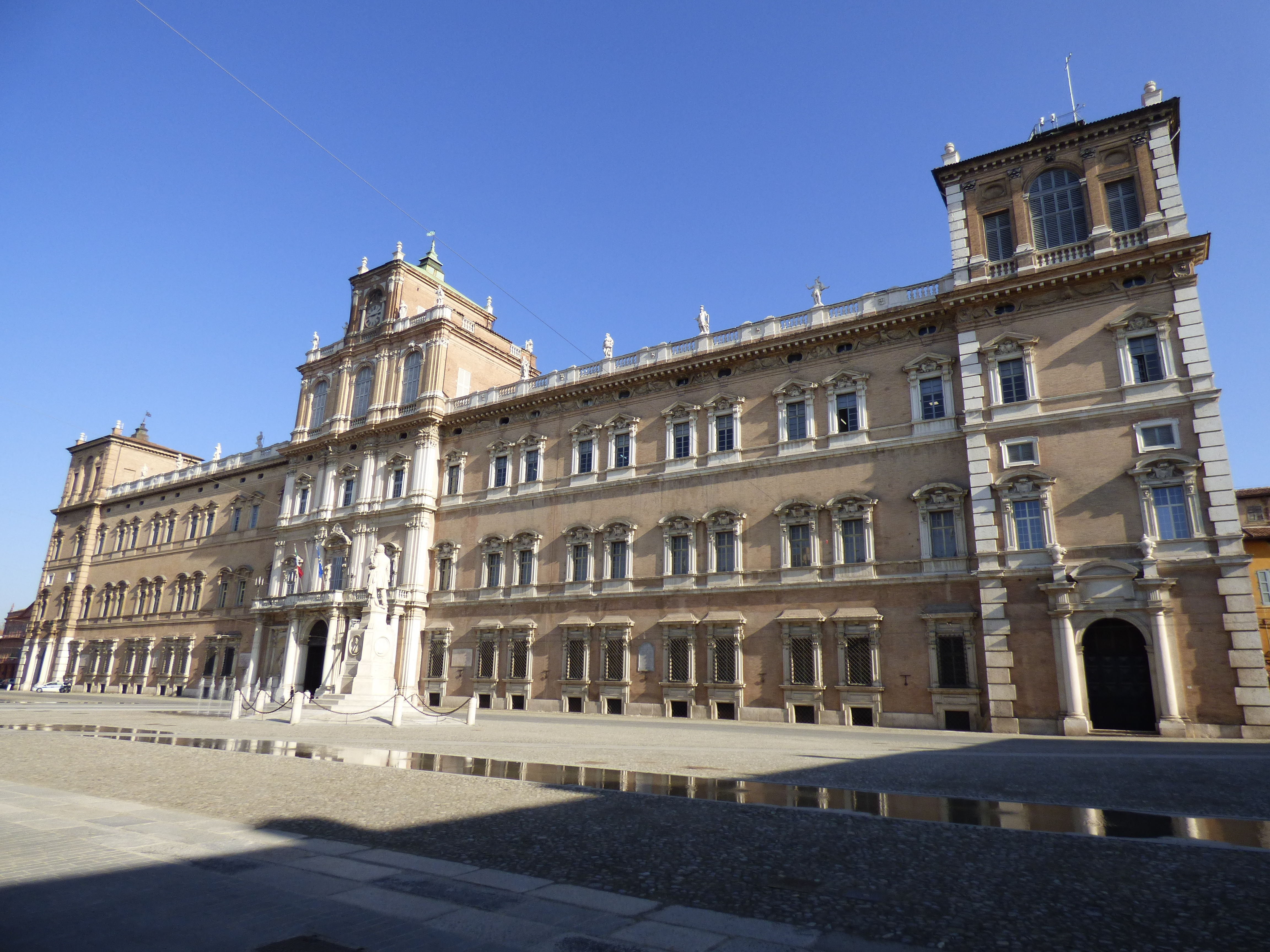
Palazzo Ducale in Modena, Hauptsitz der Militärakademie

Die Accademia Militare di Modena (deutsch Militärakademie (in) Modena) ist eine militärische Einrichtung, an der angehende Offiziere des italienischen Heeres und der Carabinieri ausgebildet werden. Die Ausbildung wird in der Regel an Offizierfachschulen in Turin (Heer) und Rom (Carabinieri) fortgesetzt.
Der Hauptsitz der Accademia Militare befindet sich im Palazzo Ducale in der Innenstadt von Modena.

## Geschichte

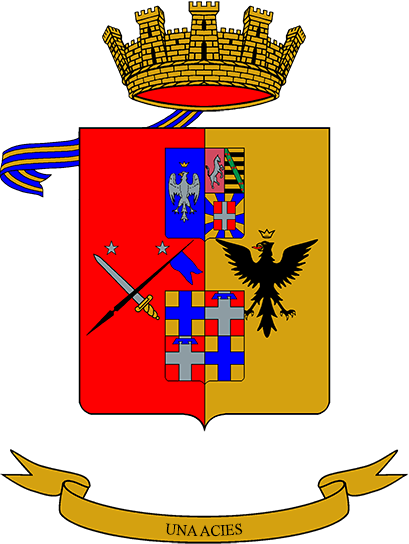
Wappen der Accademia Militare in Modena

In Turin eröffnete Maria Johanna von Savoyen am 1. Januar 1678 die von Herzog Karl Emanuel II. lange geplante Ritterakademie Reale Accademia di Savoja. Dort wurden zunächst nur Jugendliche des europäischen Adels aufgenommen und ab 1756 ausschließlich zu Offizieren ausgebildet. Es handelte sich damals nicht um eine Hochschule, sondern um eine Kadettenanstalt, deren allgemeinbildende Inhalte denen von Gymnasien entsprachen. Nach dem Italienfeldzug Napoleon Bonapartes musste die Akademie 1798 schließen. Im Zug der Restauration wurde sie in Turin am 2. November 1815 unter dem Namen Regia Accademia Militare wieder eröffnet, wobei das genannte Adelsprivileg entfiel.
Zur militärischen Fachausbildung der Offiziere wurden im Königreich Sardinien-Piemont nach und nach Applikationsschulen, also besondere Ausbildungseinrichtungen der verschiedenen Waffengattungen geschaffen: 1739 entstand in Turin unter dem Festungsbaumeister Ignazio Bertola eine Artillerie- und Festungsbauschule, 1823 in Venaria Reale eine Kavallerieschule (die 1849 nach Pinerolo verlegt wurde), 1850 in Turin die Infanterieschule (als Offizierfachschule ab 1862 in Ivrea, dann in Parma), 1862 die Sanitätsschule in Florenz.
Im Herzogtum Modena wurde 1757 eine Militärakademie und Festungsbauschule gegründet, die bis 1772 bestand. Nachdem Napoleon 1797 in Norditalien die Cisalpinische Republik eingerichtet hatte, gründete er in Modena im folgenden Jahr eine Militärschule für Genietruppen und Artillerie, die bis zum Ende des napoleonischen Königreichs Italien im Jahre 1814 Offiziere ausbildete. Herzog Franz IV. richtete 1821 in Modena wieder eine Militärakademie ein, die bis zum Revolutionsjahr 1848 aktiv blieb. Im Zug der Einigung Italiens unter der Führung des Hauses Savoyen wurde 1859 von der piemontesischen, dann italienischen Armee eine weitere Offizierfachschule der Infanterie in Modena eingerichtet.
In den Jahren danach übernahm die Militärschule in Modena die Ausbildung der Offizieranwärter der Infanterie und der Kavallerie (ab 1937 auch der Carabinieri), während die Militärakademie in Turin für die Anwärter der Artillerie und der Pioniere zuständig wurde. Erst 1923 wurde dem mit einer offiziellen Umbenennung Rechnung getragen: in Modena mit der Militärakademie der Infanterie und Kavallerie, in Turin mit der Militärakademie der Artillerie und der Pioniere. Sie führten die Traditionen der Akademien von 1757 und 1678 fort. Daneben bestanden die Offizierfachschulen (scuole d’applicazione) in Parma (Infanterie), Pinerolo (Kavallerie) und Turin (Artillerie und Pioniere) weiter. Sie übernahmen den zweiten, praxisorientierten Teil der Offiziersausbildung. Für Reserve- und Zeitoffiziere entstanden insbesondere unter dem Faschismus separate Schulen.
Im Herbst 1943 wurden die Akademien in Modena und Turin geschlossen. Das ab 1675 errichtete Gebäude der Militärakademie in Turin wurde durch alliierte Luftangriffe völlig vernichtet. Säulen dieses Gebäudes stehen seit 1960 im Palazzo Ducale in Modena, der ebenfalls erhebliche Kriegsschäden davongetragen hatte.
Am 5. April 1944 entstand im apulischen Lecce das Kommando der Militärakademien, dem die beiden Militärakademien unterstellt wurden, die dort ihren Lehrbetrieb wieder aufnahmen. Am 1. Dezember 1945 wurden das Kommando und die beiden Akademien in eine einzige Militärakademie fusioniert, die am 15. Oktober 1947 in den wieder hergerichteten herzöglichen Palast in Modena einzog. Die Militärakademie in Modena übernahm in den Jahren danach den ersten, gemeinsamen Teil der Offiziersausbildung, der nunmehr Hochschulniveau hatte. Der zweite Teil wurde wiederum an den Offizierfachschulen der Truppengattungen durchgeführt. 1951 wurden diese Fachschulen für Offiziere (scuole d’applicazione d’arma) in Turin konzentriert und der zweite Teil der Offiziersausbildung unter dem traditionsreichen Namen Scuola di Applicazione 1976 dort zusammengefasst. Die Scuola di Applicazione wurde in dem ab 1736 erbauten Palazzo dell’Arsenale untergebracht. Neben der Offiziersschule in Turin sind auch Lehrgänge an den Truppenschulen (Artillerie, Pioniere, Infanterie, Heeresflieger usw.) vorgesehen, welche jedoch von allen Dienstgraden besucht werden.
Die Militärakademie in Modena beansprucht, in direkter Nachfolge der Turiner Akademie von 1678 zu stehen und damit die weltweit älteste noch bestehende Militärakademie zu sein. Die jährlich beginnenden Lehrgänge werden fortlaufend nummeriert. Im Jahr 2018 erreichten sie die Nummer 200; diese Zählung war 1815 in Turin eingeführt worden, wobei es im weiteren Verlauf zu kriegsbedingten Unterbrechungen kam.

## Wappen
Der Hauptschild ist gespalten und zeigt die Symbole der Militärakademien Modena (gekreuzte Lanze und Gladius unter zwei silbernen Sternen auf rotem Grund) und Turin (gekrönter schwarzer Adler auf goldenem Grund). Der obere Mittelschild repräsentiert die Gründerfamilien der beiden Akademien (Este und Savoyen-Nemours), der untere Mittelschild die Stadt Modena (blaues Kreuz auf goldenem Grund) und die Region Piemont (silbernes Kreuz auf rotem Grund). Über dem Wappenschild schwebt die republikanische Mauerkrone, darunter ein Spruchband mit dem Motto una acies („Geschlossene Reihe“).

## Ausbildung in Modena

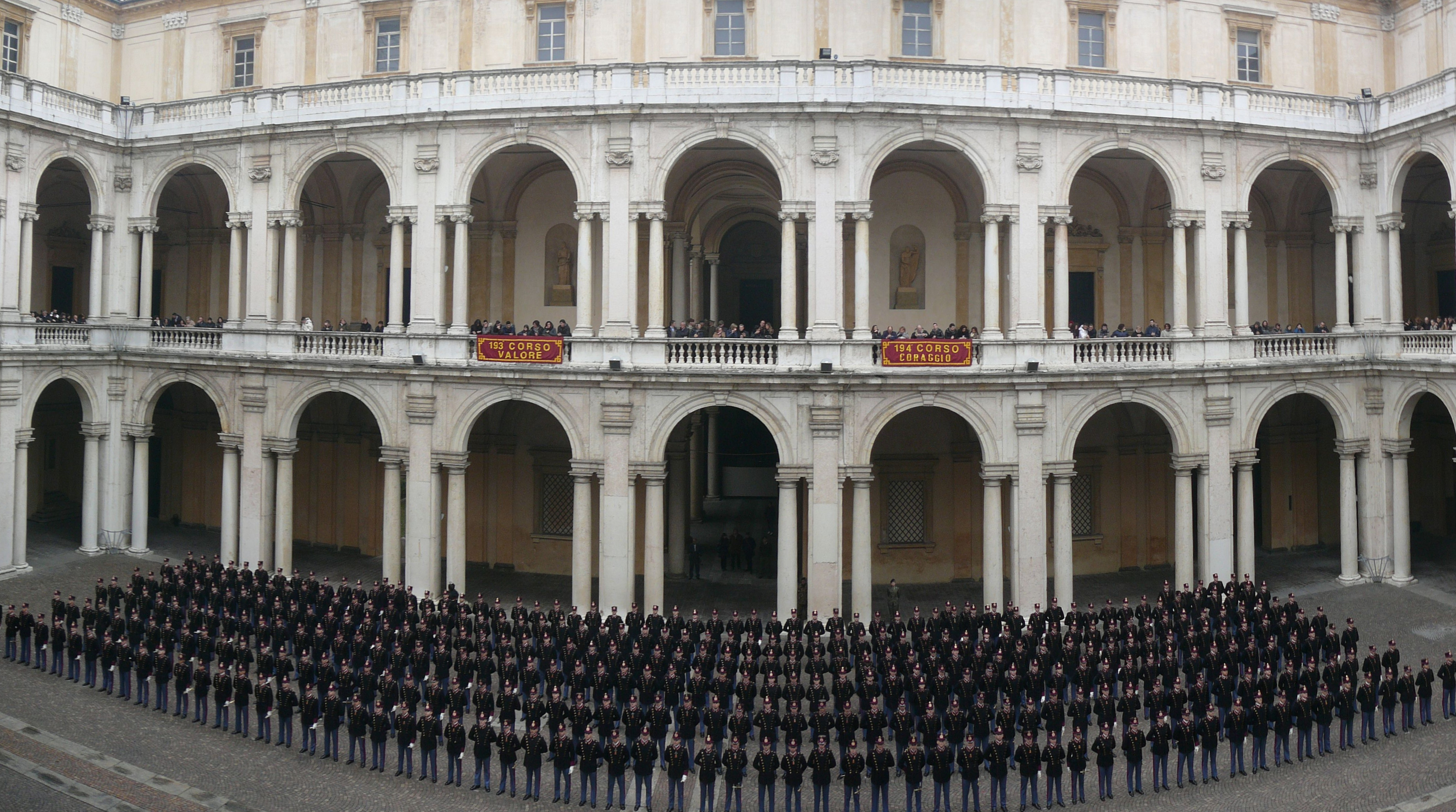
Offizieranwärter im Innenhof des Palazzo Ducale (2012)

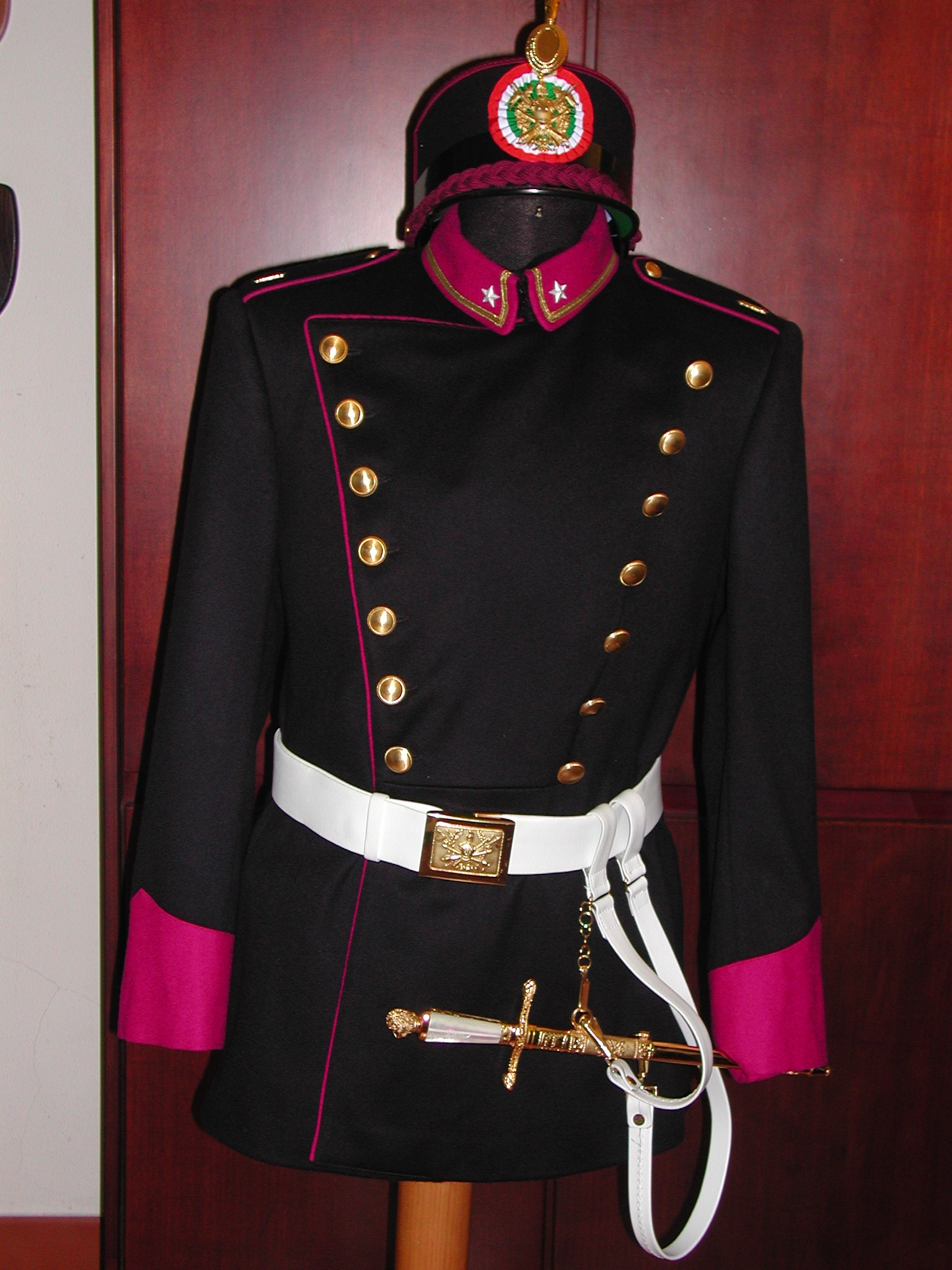
Uniform der Offiziersanwärter in Modena

Jahrzehntelang dauerte die Ausbildung der Offiziersanwärter des italienischen Heeres und der Carabinieri an der Militärakademie in Modena zwei Jahre. Das klassische italienische Hochschulstudium mit seinem zweijährigen Grundstudium und dem zwei- und später dreijährigen Hauptstudium konnte seinerzeit gut mit der jeweils zweijährigen militärischen Ausbildung in Modena und Turin verknüpft werden, wobei im fünften Jahr mehr Zeit für den Studienabschluss blieb. Der so genannte Bologna-Prozess mit seinem 3+2 Modell (statt 2+3) führte um die Jahrtausendwende im Bereich der Offiziersausbildung zu einigen Verschiebungen, derentwegen in der Regel die verschiedenen Bachelor-Studiengänge in Modena begonnen und in Turin bzw. Rom abgeschlossen wurden, auf die dann die zweijährigen Master-Studiengänge folgten. Obwohl sich die beteiligten Universitäten organisatorisch darauf eingerichtet und so genannte interuniversitäre Bachelor-Studiengänge geschaffen hatten, hielt man es schließlich doch für angebracht, die Ausbildung in Modena auf drei Jahre zu verlängern und mit der universitären Ausbildungsstruktur zu synchronisieren. Hierbei gibt es seit langer Zeit eine enge Zusammenarbeit mit der Universität Modena und Reggio Emilia.
Die akademische Ausbildung in Modena sieht, mit wenigen Ausnahmen, ein erstes gemeinsames Jahr vor, in dem ein besonderer Schwerpunkt auf der Beherrschung neuer Technologien liegt. Im zweiten Studienjahr diversifiziert sich die Ausbildung je nach geplanter Verwendung des künftigen Offiziers. Ausgenommen hiervon sind beispielsweise angehende Juristen des militärischen Verwaltungsdienstes, Veterinäre und Humanmediziner des militärischen Sanitätsdienstes, wobei letztere sechs Jahre in Modena studieren (die Sanitätsakademie der Streitkräfte in Florenz wurde im Jahr 2000 aufgelöst). Angehende Apotheker und Chemiker absolvierten schon in der Vergangenheit ihr fünfjähriges Studium ganz in Modena, Offiziersanwärter des Ingenieurkorps waren vor etlichen Jahren mit die ersten, die drei Jahre in Modena studierten und erst dann für den Master nach Turin gingen.
Im ersten Jahr erfolgt unter anderem die militärische Ausbildung zum Gruppenführer, das zweite Jahr beinhaltet einen Jagdkampflehrgang im modenesischen Apennin.
Die Militärakademie hat ihren Sitz im herzöglichen Palast der Stadt, der in erster Linie als Hochschulstandort dient. Die Unterkünfte befinden sich in der Pisacane-Kaserne. Daneben gibt es in der Stadt noch weitere Einrichtungen der Akademie.
An der Militärakademie findet alljährlich ein altes Zeremoniell statt, das die Bezeichnung Mak P 100 trägt. Damit werden die letzten 100 Tage der Offiziersausbildung in Modena eingeläutet. Das Zeremoniell stammt von der alten piemontesischen Militärakademie in Turin. 1840 soll dort der Kadett Emanuele Balbo Bertone di Sambuy im piemontesischen Dialekt ausgerufen haben: “Mac pi tre ani!” – „Nur noch drei Jahre!“. Bald wurde es Gewohnheit, die restliche Ausbildungszeit auf diese Weise zu verkünden. Schließlich wurde der Brauch unter Bezugnahme auf die letzten 100 Tage zur Institution.

## Weitere Ausbildung

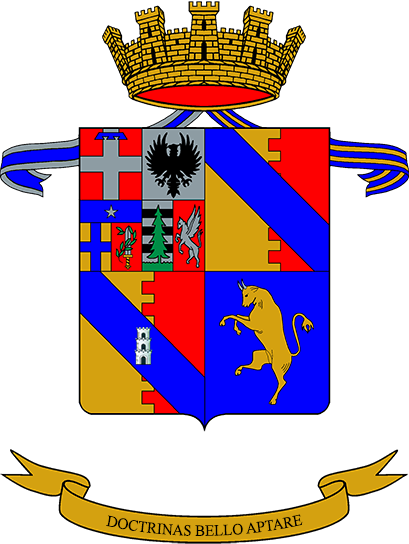
Wappen der Offizierschule in Turin

Nach Abschluss der Ausbildung in Modena gehen die neuen Offiziere der Carabinieri an die Offiziersschule der Carabinieri in Rom. Dort vervollständigen sie ihre militärische und polizeiliche Fachausbildung und absolvieren ein zweijähriges Master-Studium in Rechtswissenschaften. Die Leutnante des Heeres gehen an die Offizierschule des Heeres in Turin (die bis 2024 den Namen Scuola di Applicazione trug). Dort erhalten sie eine zweijährige Fachausbildung im Bereich ihrer jeweiligen Truppengattung, die durch den Besuch von Truppenschulen und Praktika ergänzt wird. Daneben ist auch hier ein Master zu erwerben. In Zusammenarbeit mit der Universität Turin sind spezielle Master-Studiengänge mit Schwerpunkten in den Bereichen Politikwissenschaft, Infrastruktur, Logistik, Informationstechnik und Wirtschaft eingerichtet worden, die auch Zivilisten offenstehen.
Die Scuola di Applicazione wurde 2024 in „Offizierschule des Heeres“ umbenannt. Grund dafür war, dass die Applikationsschule im Lauf der Zeit neben der Fachausbildung der Absolventen der Militärakademie Modena zusätzliche Aus- und Fortbildungsaufgaben übernahm und zu diesem Zweck auch das „Heeresinstitut für Militärstudien“ (Istituto di Studi Militari dell'Esercito) unterhielt, das im Zug der Umbenennung in die Offizierschule des Heeres eingegliedert wurde. Die neue Bezeichnung entspricht somit dem umfassenderen Aus- und Fortbildungsauftrag zugunsten aller Heeresoffiziere und orientiert sich damit auch hinsichtlich der Bezeichnung an der Offizierschule der Carabinieri in Rom.
Neben ihrer genannten Hauptaufgabe übernimmt die Turiner Offizierschule die Ausbildung der Offiziersanwärter besonderer Fachbereiche, die direkt von zivilen Universitäten kommen. Darüber hinaus übernimmt die Offizierschule unter anderem den Stabsoffizierlehrgang und Teile der Generalstabsausbildung, die früher an der Führungsakademie des Heeres (Scuola di Guerra; heute: Centro per la Simulazione e la Validazione dell'Esercito) in Civitavecchia durchgeführt wurden. In Civitavecchia verbleibt das neue, nach deutschem Vorbild geschaffene Gefechtssimulationszentrum.
Generalstabsoffiziere können unter Umständen noch die Führungsakademie der Streitkräfte (Centro Alti Studi per la Difesa - CASD) in Rom besuchen.
Bei der Offiziersschule in Turin ist auch das Ausbildungskommando des Heeres angesiedelt. Diesem untersteht die Heeresoffizierschule in Turin, die Militärakademie in Modena, die Unteroffiziersschule in Viterbo, die Ausbildungsbrigade für Mannschaften in Capua, die Kadettenanstalten (Militärgymnasien des Heeres) in Mailand (Teuliè) und Neapel (Nunziatella) sowie die Fremdsprachenschule des Heeres in Perugia. Die Truppenschulen der einzelnen Waffengattungen sind in den operativen Bereich integriert.

## Wappen
Das Wappen der Offizierfachschule in Turin repräsentiert im Wesentlichen die Vorgängerorganisationen, also die ehemaligen Offizierfachschulen der einzelnen Truppengattungen. Auf dem Wappenschild steht das erste, viergeteilte Feld für die frühere Offizierfachschule der Infanterie und Kavallerie, das zweite Feld für die 1739 gegründete Artillerie- und Festungsbauschule, das dritte Feld für die ehemalige Offizierfachschule der Genietruppe und das vierte Feld mit dem Bullen für die Stadt Turin, wo die heutige Schule ihren Sitz hat.